# Zawory (województwo wielkopolskie)
Zawory – wieś w Polsce położona w województwie wielkopolskim, w powiecie śremskim, w gminie Książ Wielkopolski.

## Położenie
Wieś położona 5 km na zachód od Książa Wielkopolskiego przy drodze wojewódzkiej nr 436, nad Jeziorem Jarosławskim.

## Historia
Zawory były wzmiankowane 1397 przy okazji sporu własnościowego między Sędziwojem Zaborowskim a Mikołajem ze Spławia. Pod koniec XIX wieku rozróżniano cztery części miejscowości: rogatkę przy szosie (1 dym, 5 mieszkańców), wieś gospodarską (4 dymy, 25 mieszkańców, z czego 11 wyznania ewangelickiego), własność dworską Zawory Szlacheckie (obszar 460 ha, 10 dymów, 136 mieszkańców) oraz pojedyncze zabudowanie przy kopalni torfu (2 mieszk.). Zawory często zmieniały właścicieli (rodzina Chodackich, Leon Masłowski, Hertzog, bracia Żyć, od 1855 Józef Dzierzbicki, a od 1891 rodzina Raczyńskich). W latach 1975–1998 miejscowość administracyjnie należała do województwa poznańskiego.
Etnografowie zauważali charakterystyczne stroje miejscowej ludności i typowe dla regionu zwyczaje weselne.

## Związani z Zaworami
W miejscowości Zawory znajduje się kamień pamiątkowy ku czci Maksymiliana Cygalskiego, obrońcy Poczty Polskiej w Gdańsku oraz Dąb Jana Pawła II. Uroczystość odsłonięcia pomnika oraz posadzenia dębu odbyła się 5 maja 2005 z inicjatywy Towarzystwa Miłośników Ziemi Śremskiej.
Zawory są punktem docelowym rowerowego szlaku turystycznego im. Maksymiliana Cygalskiego. Rajdy rowerowe organizowane przez Towarzystwo Miłośników Ziemi Śremskiej odbywają się trzy razy w roku (2 kwietnia – dzień śmierci Jana Pawła II, 7 maja – Dzień Zwycięstwa, 17 września – dzień urodzin Maksymiliana Cygalskiego).
10 października 1892 urodził się tu Zdzisław Orłowski – podpułkownik Wojska Polskiego, uczestnik powstania wielkopolskiego i III powstania śląskiego oraz II wojny światowej.